# Tricentrus auritus
Tricentrus auritus är en insektsart som beskrevs av Buckton. Tricentrus auritus ingår i släktet Tricentrus och familjen hornstritar. Inga underarter finns listade i Catalogue of Life.